# Nelly Karim
Nelly Karim (em árabe: نيللي كريم), (nascida a 18 de dezembro de 1974 em Alexandria, Egipto) é uma actriz, modelo, e bailarina egípcia.

## Vida e carreira
Nelly Karim é uma actriz, modelo e bailarina egípcia. É filha de uma mãe russa e pai egípcio. Desde 2016, tem participado em mais de 25 filmes e séries egípcias. Karim tem construído uma image pública negativa ao interpretar "personagens sedutoras" desde 2006. Em 2016 desempenhou funções como membro do júri da secção Horizontes na 73ª edição do Festival de Cinema de Veneza.

### Vida pessoal
Karim tem quatro filhos, o último dos quais nasceu em 2011.

## Filmografia

### Cinema
- “Youth on Air” (2001, como Sahr)
- “Runaway Mummy” (2002, como Dalia)
- “Alexandria... New York” (2004, como Carmen / Rita Haweri)
- “Your Love's Fire” (2004, como Salma as Juliet)[12]
- “Ghabi mino fih” (2004, como Samia)
- “My Soul Mate” (2004, como Shams)
- “War of Italy” (2005, como Hana)
- “Open Your Eye” (2006, como Yasmine)
- “To End of the World” (2006, como Salma)
- “Rash Boy Dreams” (2007, como ela mesma)
- “Have We Met Before?” (2008, como Sarah)[13]
- “One-Zero” (2009, como Riham)
- “Alzheimer's” (2010, como Graciosa, a enfermeira)
- “678” (2010, como Seba)
- “The Blue Elephant” (2014)
- “Clash” (2016)
- "Buying a man" (2017, como Shams)

### Televisão
- “Face of the Moon” (2000)
- “Hadith Alsabah wa Almassaa” (2001)
- “Zat” (2013)
- “Women's Prison” (2014)
- Saraya Abdeen (2014)
- "Under Controle" (2015)
- "Sokot Hor" (2016)[14][15][16]
- "Li Aa'a Se'er" (2017)
- "Disappearance" (2018)

## Prémios
- Melhor Actriz no Cairo International Filme Festival (2004, ganhou por Enta omry, empatando com Eszter Bagaméri)[7]
- Prémio especial no Cairo, no Festival Nacional de Cinema Egípcio (2010, ganhou por Wahed-Sefr)[7]
- Grande Prémio do Júri no Ásia Pacific Screen Awards (2011, premiado o grupo com Nahed El Sebaï e Boshra por 678)[17]
- Melhor Actriz no Arab Film Festival (2012, ganhou por 678)[18]